# Paolo Ruffo di Bagnara
Paolo Ruffo di Bagnara, 3e prince de Castelcicala, né à Richmond en 1793 et mort à Paris le 12 novembre 1865, est un diplomate et militaire napolitain.

## Biographie
Issu de l'influente famille napolitaine Ruffo di Bagnara qui compte notamment parmi ses membres le cardinal Fabrizio Dionigi Ruffo, trésorier de Pie VI et vicaire général de Ferdinand Ier des Deux-Siciles à la tête de l'armée de la Santa Fede, Paolo Ruffo est le fils de Fabrizio Ruffo di Bagnara (1763-1832), 2e Prince de Castelcicala, 1er duc du Calvello, ministre d’État auprès des Bourbons de Naples.
Il combat les troupes napoléonniennes aux côtés des Anglais comme lieutenant des Dragoon Guards, et se distingue à Waterloo. Il est nommé colonel dans l'armée napolitaine et envoyé comme ambassadeur du royaume des Deux-Siciles à la cour de Vienne (1831) et à Saint-Pétersbourg en 1832. En poste à Londres à partir de 1840, il est assis à la droite du duc de Wellington au dernier « Waterloo banquet » en 1852.
En 1855, il succède au général Carlo Filangieri comme lieutenant général du roi en Sicile et commandant en chef de l'armée. Devant le débarquement des Mille de Garibaldi à Marsala le 11 mai 1860, il envoie le général Francesco Landi au contact des Chemises rouges tandis qu'il concentre les troupes à Palerme pour protéger la ville d'un soulèvement populaire. Après l'échec de la bataille de Calatafimi, Ruffo est démis de ses fonctions et remplacé par Ferdinando Lanza.